# Volley Amriswil 2019-2020
Questa voce raccoglie le informazioni riguardanti il Volley Amriswil nella stagione 2019-2020.

## Organigramma societario
Area direttiva
- Presidente: Peter Bär

Area tecnica
- Allenatore: Marko Klok
- Secondo allenatore: Matevž Kamnik
- Scoutman: Riccardo Balsamo
- Preparatore atletico: Mélanie Pauli

## Rosa
| N° | Nome                | Ruolo | Data di nascita  | Nazionalità sportiva |
| -- | ------------------- | ----- | ---------------- | -------------------- |
| 1  | Nikolaj Hjorth      | S     | 13 marzo 1998    | Danimarca            |
| 2  | Michal Petráš       | S     | 5 dicembre 1996  | Slovacchia           |
| 3  | Matthew Yoshimoto   | P     | 4 marzo 1997     | Stati Uniti          |
| 4  | Luca Weber          | P     | 1º novembre 1998 | Svizzera             |
| 5  | Luca Müller         | L     | 8 maggio 1993    | Svizzera             |
| 6  | Ramon Diem          | L     | 16 giugno 2002   | Svizzera             |
| 8  | Georg Escher        | C     | 8 dicembre 1994  | Germania             |
| 9  | Thomas Zass         | O     | 27 novembre 1989 | Austria              |
| 10 | Bogdan Olefir       | S     | 10 giugno 1990   | Russia               |
| 11 | Aleksandar Ljubičić | C     | 26 agosto 1981   | Serbia               |
| 11 | Rajko Strugar       | P     | 11 aprile 1995   | Montenegro           |
| 12 | Alex Lengweiler     | C     | 20 giugno 2001   | Svizzera             |
| 14 | Jovan Djokic        | S     | 21 dicembre 1993 | Svizzera             |
| 15 | Julian Weisigk      | O     | 16 febbraio 2000 | Svizzera             |
| 16 | Joel Maag           | C     | 20 giugno 1998   | Svizzera             |
| 17 | Thomas Brändli      | C     | 12 maggio 1991   | Svizzera             |

## Risultati

### Lega Nazionale A

#### Girone di andata
| 1ª giornata - 12 ottobre 2019 Sporthalle Tellenfeld, Amriswil  | Amriswil     | 3 - 0 | Schönenwerd     | 25-18, 25-14, 25-14               |
| 2ª giornata - 19 ottobre 2019 Bahnhofhalle, Lucerna            | Lucerna      | 0 - 3 | Amriswil        | 19-25, 17-25, 23-25               |
| 3ª giornata - 20 ottobre 2019 Sporthalle Tellenfeld, Amriswil  | Amriswil     | 3 - 0 | Traktor Basilea | 25-21, 25-22, 25-15               |
| 4ª giornata - 26 ottobre 2019 Salle de Sport de Corsy, Lutry   | Lutry-Lavaux | 0 - 3 | Amriswil        | 20-25, 17-25, 21-25               |
| 6ª giornata - 9 novembre 2019 Sporthalle Tellenfeld, Amriswil  | Amriswil     | 3 - 2 | Chênois         | 25-21, 15-25, 25-13, 17-25, 15-11 |
| 7ª giornata - 16 novembre 2019 Sporthalle Tellenfeld, Amriswil | Amriswil     | 3 - 2 | Losanna UC      | 25-14, 17-25, 25-22, 21-25, 15-11 |
| 8ª giornata - 23 novembre 2019 Sporthalle Tellenfeld, Amriswil | Amriswil     | 3 - 1 | Näfels          | 25-23, 23-25, 28-26, 27-25        |
| 9ª giornata - 30 novembre 2019 Sportcenter Grünfeld, Jona      | Jona         | 0 - 3 | Amriswil        | 20-25, 15-25, 18-25               |

#### Girone di ritorno
| 10ª giornata - 7 dicembre 2019 Betoncoupe Arena, Schönenwerd      | Schönenwerd     | 1 - 3 | Amriswil     | 18-25, 25-22, 21-25, 26-28 |
| 11ª giornata - 14 dicembre 2019 Sporthalle Tellenfeld, Amriswil   | Amriswil        | 3 - 0 | Lucerna      | 25-19, 25-16, 25-20        |
| 12ª giornata - 21 dicembre 2019 Sporthalle Rankhof, Basilea       | Traktor Basilea | 1 - 3 | Amriswil     | 17-25, 26-24, 11-25, 18-25 |
| 13ª giornata - 4 gennaio 2020 Sporthalle Tellenfeld, Amriswil     | Amriswil        | 3 - 0 | Lutry-Lavaux | 25-16, 25-11, 25-21        |
| 15ª giornata - 18 gennaio 2020 Centre Sportif Sous-Moulin, Thônex | Chênois         | 3 - 1 | Amriswil     | 25-22, 25-21, 23-25, 25-20 |
| 16ª giornata - 25 gennaio 2020 University Sports Hall, Losanna    | Losanna UC      | 1 - 3 | Amriswil     | 20-25, 25-22, 22-25, 14-25 |
| 17ª giornata - 1º febbraio 2020 Linthhalle SGU, Näfels            | Näfels          | 3 - 1 | Amriswil     | 25-19, 14-25, 26-24, 25-21 |
| 18ª giornata - 8 febbraio 2020 Sporthalle Tellenfeld, Amriswil    | Amriswil        | 3 - 0 | Jona         | 26-24, 25-17, 25-20        |

#### Play-off scudetto
| Quarti di finale (gara 1) - 15 febbraio 2020 Sporthalle Tellenfeld, Amriswil | Amriswil        | 3 - 0 | Traktor Basilea | 25-18, 25-22, 25-19        |
| Quarti di finale (gara 2) - 22 febbraio 2020 Margarethen, Basilea            | Traktor Basilea | 1 - 3 | Amriswil        | 25-22, 16-25, 18-25, 24-26 |
| Quarti di finale (gara 3) - 26 febbraio 2020 Sporthalle Tellenfeld, Amriswil | Amriswil        | 3 - 0 | Traktor Basilea | 25-14, 25-16, 25-15        |

### Coppa di Svizzera

#### Fase a eliminazione diretta
| Ottavi di finale - 12 gennaio 2020 Zinzikon, Winterthur                   | Smash Winterthur | 0 - 3 | Amriswil | 15-25, 13-25, 12-25               |
| Quarti di finale - 2 febbraio 2020 Centre scolaire des Mûriers, Colombier | Colombier        | 1 - 3 | Amriswil | 25-22, 15-25, 18-25, 18-25        |
| Semifinali - 23 febbraio 2020 Bahnhofhalle, Lucerna                       | Lucerna          | 3 - 2 | Amriswil | 21-25, 18-25, 26-24, 25-18, 15-13 |

### Supercoppa svizzera

#### Fase a eliminazione diretta
| Finale - 5 ottobre 2019 Arena Mobilière, Muri bei Bern | Amriswil | 3 - 2 | Losanna UC | 19-25, 20-25, 25-18, 26-24, 15-12 |

### Coppa CEV

#### Fase a eliminazione diretta
| Sedicesimi di finale (andata) - 10 dicembre 2019 U Palatinu, Ajaccio              | Gazélec Ajaccio | 3 - 0 | Amriswil        | 25-20, 25-14, 25-21              |
| Sedicesimi di finale (ritorno) - 18 dicembre 2019 Sporthalle Tellenfeld, Amriswil | Amriswil        | 2 - 3 | Gazélec Ajaccio | 23-25, 25-21, 17-25, 25-18, 8-15 |

## Statistiche

### Statistiche di squadra
| Competizione        | Punti | In casa | In casa | In casa | In trasferta | In trasferta | In trasferta | Totale | Totale | Totale |
| Competizione        | Punti | G       | V       | P       | G            | V            | P            | G      | V      | P      |
| ------------------- | ----- | ------- | ------- | ------- | ------------ | ------------ | ------------ | ------ | ------ | ------ |
| Lega Nazionale A    | 40    | 10      | 10      | 0       | 9            | 7            | 2            | 19     | 17     | 2      |
| Coppa di Svizzera   | -     | 0       | 0       | 0       | 3            | 2            | 1            | 3      | 2      | 1      |
| Supercoppa svizzera | -     | -       | -       | -       | -            | -            | -            | 1      | 1      | 0      |
| Coppa CEV           | -     | 1       | 0       | 1       | 1            | 0            | 1            | 2      | 0      | 2      |
| Totale              | -     | 11      | 10      | 1       | 13           | 9            | 4            | 25     | 20     | 5      |

G = partite giocate; V = partite vinte; P = partite perse

### Statistiche dei giocatori
| Giocatore     | Challenge Cup | Challenge Cup | Challenge Cup | Challenge Cup | Challenge Cup |
| Giocatore     | P             | PT            | AV            | MV            | BV            |
| ------------- | ------------- | ------------- | ------------- | ------------- | ------------- |
| T. Brändli    | 2             | 17            | 8             | 6             | 3             |
| R. Diem       | 0             | 0             | 0             | 0             | 0             |
| J. Djokic     | 2             | 13            | 13            | 0             | 0             |
| G. Escher     | 2             | 21            | 14            | 4             | 3             |
| N. Hjorth     | 2             | 0             | 0             | 0             | 0             |
| A. Lengweiler | -             | -             | -             | -             | -             |
| A. Ljubičić   | 0             | 0             | 0             | 0             | 0             |
| J. Maag       | 1             | 0             | 0             | 0             | 0             |
| L. Müller     | 1             | 0             | 0             | 0             | 0             |
| B. Olefir     | 2             | 15            | 15            | 0             | 0             |
| M. Petráš     | 2             | 11            | 8             | 0             | 3             |
| R. Strugar    | 2             | 3             | 1             | 2             | 0             |
| L. Weber      | -             | -             | -             | -             | -             |
| J. Weisigk    | 0             | 0             | 0             | 0             | 0             |
| M. Yoshimoto  | 2             | 5             | 2             | 2             | 1             |
| T. Zass       | 2             | 29            | 26            | 0             | 3             |

P = presenze; PT = punti totali; AV = attacchi vincenti; MV = muri vincenti; BV = battute vincenti

NB: Non sono disponibili i dati relativi alla Lega Nazionale A, alla Coppa di Svizzera e alla Supercoppa svizzera e di conseguenza quelli totali